# UFC 239
UFC 239: Jones vs. Santos foi um evento de MMA produzido pelo Ultimate Fighting Championship no dia 6 de julho de 2019, na T-Mobile Arena, em Las Vegas, Nevada.

## Background
A disputa de cinturão dos meio-pesados entre o atual campeão Jon Jones e o brasileiro Thiago Santos serviu de luta principal da noite.
A disputa de cinturão dos galos feminino entre a atual campeã Amanda Nunes e a ex-campeã da categoria Holly Holm serviu de co-luta principal da noite.
Sean O'Malley era esperado para enfrentar Marlon Vera no evento. Entretanto, O'Malley saiu da luta no dia 21 de junho após cair no doping por ostarina. Drako Rodriguez do King of the Cage foi chamado para substituir O'Malley, porém, o presidente da organização, Terry Trebilcock, se negou a ceder o atleta para o UFC e então Nohelin Hernandez foi chamado de última hora para enfrentar Vera.
Melissa Gatto era esperada para enfrentar Julia Avila neste evento. No entanto, Gatto foi removida do card no dia 24 de junho por razões desconhecidas e foi substituída pela veterana Pannie Kianzad.

## Resultados
Nota 1 Pelo Cinturão Peso Meio-Pesado do UFC. 

Nota 2 Pelo Cinturão Peso Galo Feminino do UFC. 

Nota 3 Nocaute mais rápido da história do UFC. 

## Bônus da Noite
Os lutadores receberam $50.000 de bônus:
- Luta da Noite: Nenhum
- Performance da Noite:  Amanda Nunes,  Jorge Masvidal,  Jan Błachowicz e  Song Yadong